# Ко Сын Ван
Ко Сын Ван (кор. 고승완; род. 4 декабря 1981) — южнокорейский кёрлингист.
Играл на позициях второго и первого.
В составе мужской сборной Республики Корея участник чемпионата мира 2003 и 2011, нескольких Тихоокеанско-Азиатских чемпионатов (чемпионы в 2002), зимних Азиатских игр 2003 (чемпионы), зимних Универсиад 2003 и 2007.

## Достижения
- Тихоокеанско-азиатский чемпионат по кёрлингу: золото (2002), бронза (2003).
- Зимние Азиатские игры: золото (2003).
- Зимние Универсиады: бронза (2003).

## Команды
| Сезон   | Четвёртый    | Третий       | Второй         | Первый       | Запасной                                   | Турниры                       |
| ------- | ------------ | ------------ | -------------- | ------------ | ------------------------------------------ | ----------------------------- |
| 2001—02 | Ким Су Хёк   | Ко Сын Ван   | Ким Чхан Мин   | Хван Гун Хён | Ким Хён Чхоль                              | ЧМЮ (гр. Б) 2002 (8 место)    |
| 2002—03 | Ли Дон Гон   | Пак Чэ Чхоль | Ко Сын Ван     | Чхве Мин Сок | Ким Су Хёк тренер: Мелисса Солиго          | ТАЧ 2002                      |
| 2002—03 | Ли Дон Гон   | Пак Чэ Чхоль | Ким Су Хёк     | Чхве Мин Сок | Ко Сын Ван тренер: Yang Young-Sun          | ЗУ 2003                       |
| 2002—03 | Ли Дон Гон   | Ким Су Хёк   | Пак Чэ Чхоль   | Чхве Мин Сок | Ко Сын Ван тренер: Элейн Дагг-Джексон (ЧМ) | ЗАИ 2003 · ЧМ 2003 (10 место) |
| 2003—04 | Ли Дон Гон   | Пак Чэ Чхоль | Ко Сын Ван     | Чхве Мин Сок | Kim Hyun Chul тренер: Yang Young-Sun       | ТАЧ 2003                      |
| 2006—07 | Ким Чхан Мин | Ким Мин Чхан | Park Jong-deog | Ко Сын Ван   | тренер: Ким Гён Ду                         | ЗУ 2007 (5 место)             |

(скипы выделены полужирным шрифтом)